# Stephan Letter
Stephan Letter (Herdecke, 17 settembre 1978) è un serial killer tedesco appartenente alla rara tipologia dell'angelo della morte, ossia del professionista sanitario avvelenatore.
Ha avvelenato almeno 29 pazienti, forse fino a più di 80. Le sue 29 vittime gli valsero il soprannome di “Angelo della morte di Sonthofen”. Si tratta del maggior serial killer tedesco dopo la seconda guerra mondiale.

## L'angelo della Morte di Sonthofen

### Omicidi
Le sue vittime erano i pazienti dell'ospedale di Sonthofen, nel sud-ovest della Baviera. Venivano uccisi tramite un'iniezione letale di alte dosi di farmaci tranquillanti, tra cui il Lysthenon. I farmaci venivano rubati da Letter di nascosto. Molte delle uccisioni sono avvenute nel turno di notte, lontano da occhi indiscreti. L'età delle vittime variava dai 40 ai 94 anni; la maggior parte aveva più di 75 anni. In generale erano pazienti anziani che, nonostante fossero in condizioni di salute buone, morivano inspiegabilmente. Gli omicidi partirono dal 2 febbraio 2003, circa un mese dopo la sua assunzione in data 6 gennaio; finirono il 10 luglio del 2004, poco meno di tre settimane prima di essere arrestato; si prolungarono in un arco di tempo lungo circa 17 mesi.

### Arresto
Solo dopo molto tempo gli inservienti si accorsero di alcune sparizioni di sostanze tranquillanti. Una loro denuncia fece scattare un'indagine della polizia per furto di medicinali. Gli agenti collegarono le sparizioni a un curioso aumento delle morti dei pazienti del settore dove lavorava Letter. Scoprirono così che molte persone anziane del tutto sane erano morte in modo inspiegabile proprio sotto le cure dell'infermiere. Letter fu arrestato il 29 luglio del 2004. Aveva poco meno di 27 anni. In carcere confessò alcuni omicidi e fu presto legato ad altri ancora. La polizia fece così decine di riesumazioni di cadaveri e iniziò ad esaminarli. Molti di essi avevano tracce di alte dosi di tranquillanti, sufficienti per causare una morte rapida per overdose. Molti altri cadaveri erano stati cremati, quindi non si poterono analizzare; la cifra reale degli omicidi non fu completamente chiarita. I medicinali furono ritrovati dopo una perquisizione del suo appartamento. Iniziò il processo, che sconvolse la tranquilla città di Sonthofen.

### Movente
Letter, appoggiato dai suoi avvocati Juergen Fischer e Wilhelm van Eckert, continuò a sostenere il seguente movente: avrebbe avvelenato i suoi pazienti per “liberarli dalle loro sofferenze, per alleviare dolori lancinanti, perché gli avevano chiesto di morire velocemente, per liberare le loro anime dai corpi malati, per misericordia e compassione”. Ma questi atti di misericordia furono presto screditati: gran parte dei pazienti morti erano sani. Letter li avrebbe uccisi per il tipico movente dell'angelo della morte: per provare il brivido di tenere una vita nelle sue mani e di poter decidere se spezzarla o no; sarebbe stato il loro angelo o il loro mietitore; in poche parole, forse per mitomania, voleva essere “il loro Dio”. Inoltre tutti gli angeli della morte al momento dell'arresto si rifugiano nella scusa dell'”eutanasia caritatevole” pur di non ammettere l'omicidio volontario.

### Processo
Il processo iniziò il 7 febbraio del 2004 e durò 9 mesi. Le sue dichiarazioni non sconvolsero il giudice Harry Rechner, che il 20 novembre 2004 a Kempten lo trovò colpevole di almeno 29 omicidi colposi e lo condannò all'ergastolo. Stephan Letter commentò la condanna affermando “es tut mir leid” (“mi dispiace”) e mostrando quindi segni di pentimento. Letter, in base alle leggi tedesche, non potrà venir rilasciato prima di 15 anni di carcere.